# Пуэрто-Рико на зимних Олимпийских играх 1998
Пуэрто-Рико принимала участие в Зимних Олимпийских играх 1998 года в Нагано (Япония) в пятый раз за свою историю, но не завоевала ни одной медали.